# آنا كاوامورا
آنا كاوامورا مواليد 26 أكتوبر 1991، هي لاعبة كرة يد يابانية تلعب كوسط مدافع. مثلت منتخب اليابان لكرة اليد للسيدات.

## سجل المنافسة
شاركت في البطولات التالية:
- بطولة العالم لكرة اليد للسيدات 2013
- بطولة العالم لكرة اليد للسيدات 2015